# 島原半島ジオパーク
島原半島ジオパーク（しまばらはんとうジオパーク、英: Unzen Volcanic Area Geopark）は、日本の長崎県島原半島にある雲仙火山を中心とした島原市、雲仙市、南島原市の行政区域をもって構成する日本のジオパークである。2009年に、新潟県の糸魚川、北海道の洞爺湖有珠山と共に、世界ジオパークとしては日本で初めて認定された。

## 概要
島原半島ジオパークは、中央に世界有数の活火山である雲仙火山を擁する世界ジオパークである。雲仙火山は有史に3回の噴火を起こし、1792年の島原大変肥後迷惑や、 1990年から約5年間継続した噴火とその長期災害など、人々の暮らしに大きく影響を与えてきた。しかし、繰り返し生じる雲仙火山の噴火に向き合い、その災害から何度も復興し、雲仙火山が作り出す大地の恵みを活用しながら生きてきた人々が暮らす、「活火山と人との共生」がテーマのジオパークである。
2008年にジオパークの範囲にあるすべての地方自治体（島原市、雲仙市、南島原市及び長崎県）と、ジオパーク活動及びその推進事業に協力できる商工・観光団体、公的団体、博物館的施設、ガイド団体、地元マスコミなどによって構成される島原半島ジオパーク推進連絡協議会が発足。2008年に日本最初の日本ジオパークネットワーク（JGN）に加盟し、翌2009年8月には、洞爺湖有珠山ジオパーク、糸魚川ジオパークとともに日本初の世界ジオパークネットワークへの加盟が認定された。

## 沿革
- 1934年（昭和9年）3月16日 - 雲仙国立公園として日本初の国立公園に指定される
- 1970年（昭和45年）1月10日 - 島原半島県立公園として長崎県から指定される
- 1990年（平成2年）～1995年（平成7年） - 雲仙普賢岳噴火災害
- 2008年（平成20年）2月14日 - 島原半島ジオパーク推進連絡協議会設立
- 2008年（平成20年）4月1日 - 協議会事務局を雲仙岳災害記念館内に開設
- 2008年（平成20年）12月8日 - 日本ジオパークに認定される
- 2009年（平成21年）8月22日 - 世界ジオパークネットワークに加盟が認定される
- 2012年（平成24年）5月12日～5月15日 - 第5回ジオパーク国際ユネスコ会議を開催[2]
- 2013年（平成25年）8月24日 - 済州島ジオパークと姉妹提携を締結[3][4]
- 2013年（平成25年）9月9日 - 世界ジオパークネットワーク加盟が再認定される

## ジオサイト

### 島原市

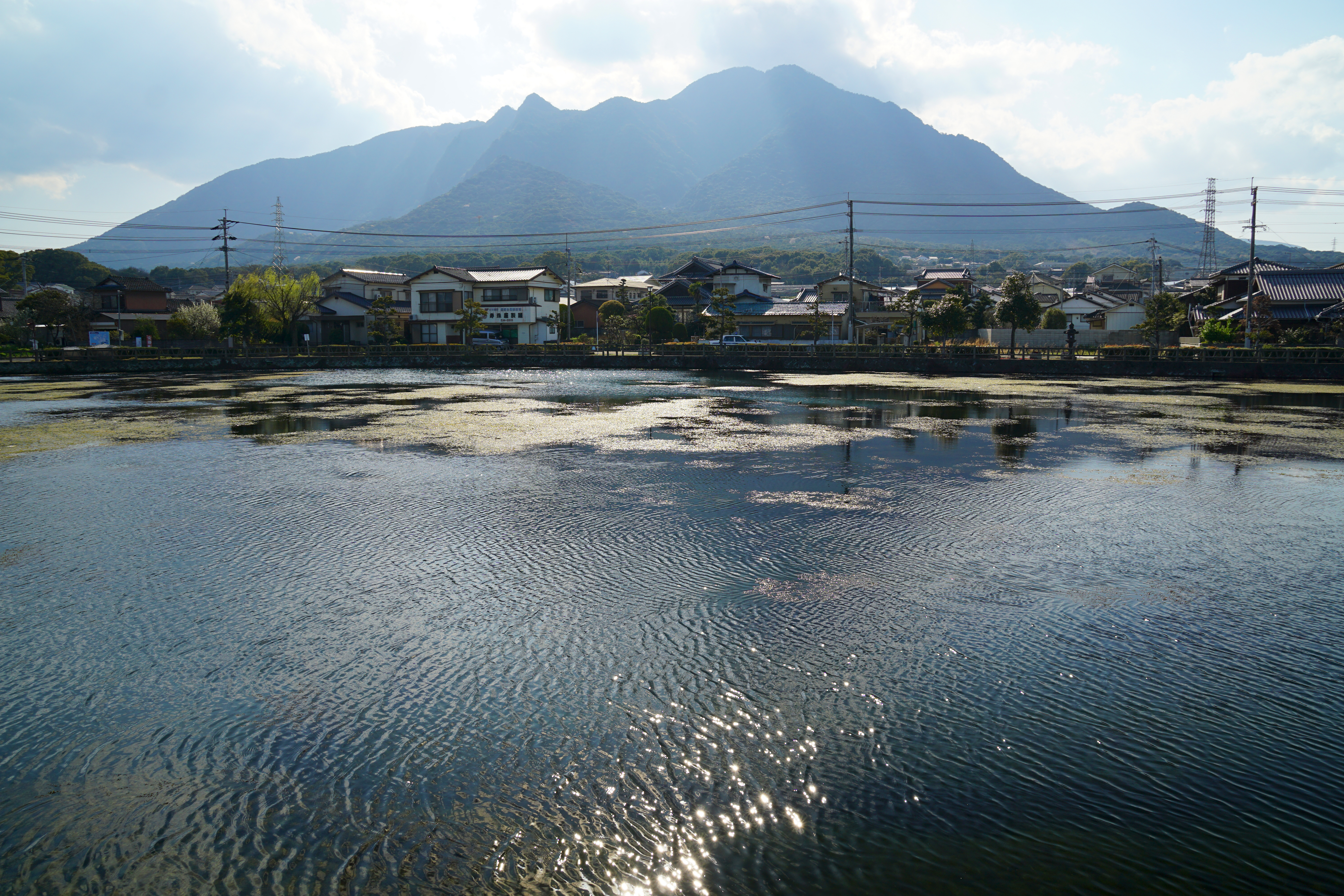
白土湖と眉山

- 眉山
- 白土湖
- 九十九島 (島原市)
- 定点
- 千本木被災遺構
- 島原温泉
- 島原湧水群

### 雲仙市

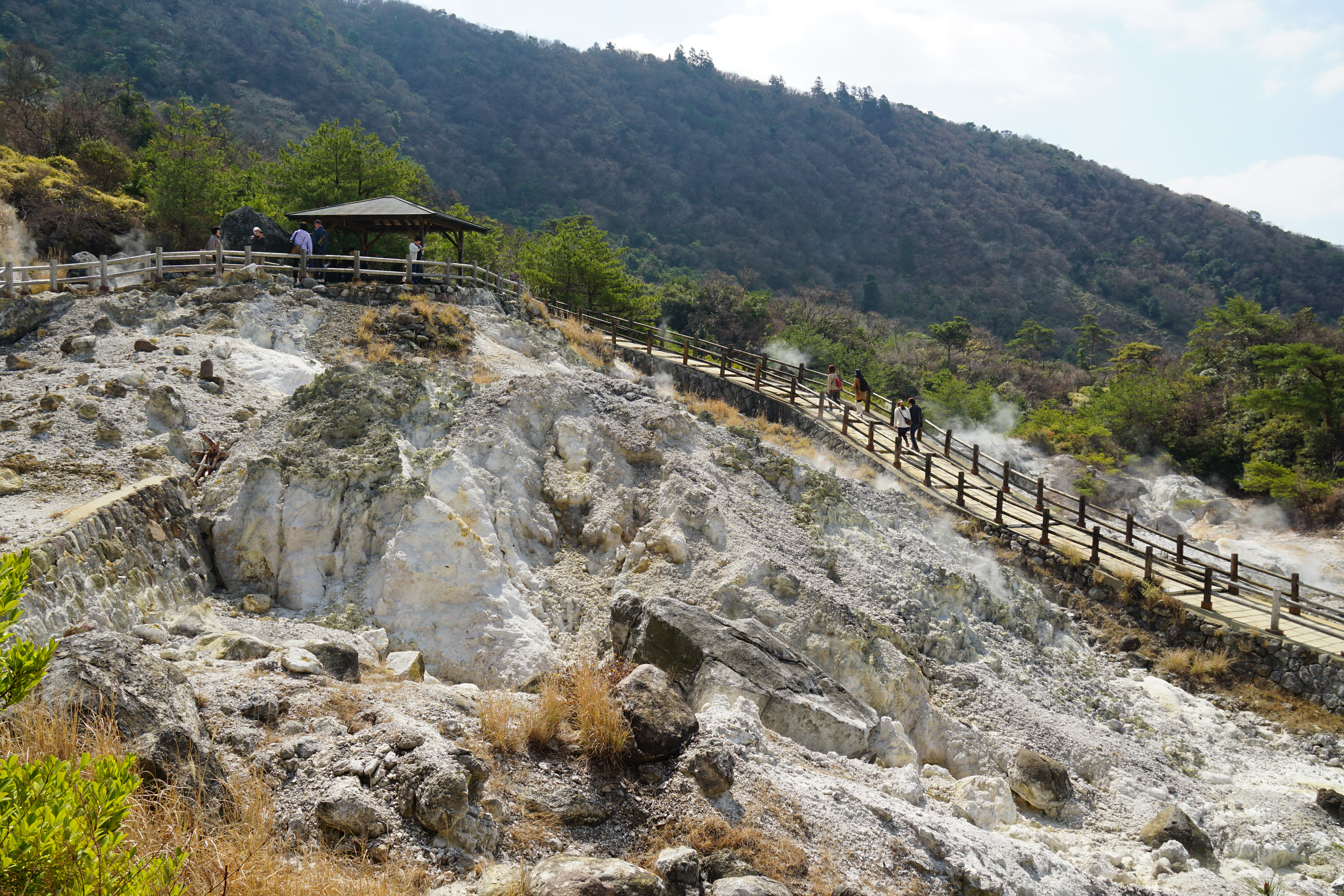
雲仙温泉（雲仙地獄）

- 雲仙温泉
- 仁田峠
- 普賢岳・平成新山
- 小浜温泉
- 千々石断層
- 諏訪池
- 国崎海岸
- 金浜断層

### 南島原市
- 龍石海岸
- 早崎海岸
- 布津・深江断層
- 両子岩
- 原城
- 岩戸山 -岩戸山樹叢（植物天然記念物）
- 土石流被災家屋保存公園
- 旧大野木場小学校被災校舎

## 拠点施設
- 雲仙岳災害記念館（島原市）
- 平成新山ネイチャーセンター（島原市）
- 雲仙お山の情報館（雲仙市）
- 諏訪池ビジターセンター（雲仙市）
- 田代原トレイルセンター（雲仙市）
- 土石流被災家屋保存公園（南島原市）
- 大野木場砂防みらい館（南島原市）